# Đức An, Cửu Giang
Đức An (chữ Hán giản thể: 德安县) là một huyện thuộc địa cấp thị Cửu Giang, tỉnh Giang Tây, Cộng hòa Nhân dân Trung Hoa. Huyện này có diện tích 939,4 ki-lô-mét vuông, dân số năm 2003 là 161.000 người. Mã số bưu chính của huyện là, 330400

## Hành chính
Đức An được chia ra làm 13 đơn vị hành chính cấp hương, gồm 5 trấn và 8 hương. Ngoài ra huyện này còn quản lí 2 đơn vị tương đương cấp hương khác
- Trấn: Bồ Đình (蒲亭镇), Nhiếp Kiều (聂桥镇), Xa Kiều (车桥镇), Phong Lâm (丰林镇), Ngô Sơn (吴山镇)
- Hương: Bảo Tháp (宝塔乡), Hà Đông (河东乡), Cao Đường (高塘乡), Lâm Tuyền (林泉乡), Ma Khê (磨溪乡), Ái Dân (爱民乡), Trâu Kiều (邹桥乡), Đường Sơn (塘山乡)

Đơn vị ngang cấp hương khác
- Lâm trường Bành Sơn (彭山林场)
- Công viên nghệ thuật (园艺场)